# Центр досліджень інформаційних систем МТІ
Центр досліджень інформаційних систем Массачусетського технологічного інституту (MIT CISR) — дослідницький центр Массачусетського технологічного інституту Sloan школи менеджменту, заснований в 1974 році.
Дослідження MIT CISR зосереджені на використанні інформаційних технологій та управління в складних організаціях. Його місія полягає в тому, щоб розробляти концепції та структури, які допоможуть керівникам вирішувати проблеми, пов'язані з інформаційними технологіями, що набувають все більш динамічних, глобальних та інформаційно-інтенсивних організацій.
Центр здійснив новаторські дослідження в області управлінського обчислення, систем виконавчої підтримки, найважливіших факторів успіху, управління ІТ, управління портфоліо, операційної моделі та архітектури підприємства.